# بيتر موريسون (لاعب كرة قدم)
بيتر موريسون (بالإنجليزية: Angus Morrison)‏ (26 أبريل 1924 في المملكة المتحدة - 18 ديسمبر 2002 في المملكة المتحدة) هو لاعب كرة قدم بريطاني (وحمل سابقاً جنسية المملكة المتحدة لبريطانيا العظمى وأيرلندا) في مركز جناح ‏. شارك مع منتخب اسكتلندا الثانوي لكرة القدم ‏. أما مع النوادي، فقد لعب مع بريستون نورث إيند وديربي كاونتي ونادي روس كاونتي ونادي ميلوول وBelper Town F.C. ‏ ونونيتون بورو ‏.